# Receptor κ-opioide
El Receptor κ-opioide (en anglès κ-opioid receptor, d'on deriva el seu acrònim KOR) o també anomenat receptor opioide κappa és una proteïna, la qual codificada en humans pel gen OPRK1. El Receptor κ-opioide és un dels cinc receptors relacionats que uneixen els components tipus opi en el cervell, i, a més, són responsables per mediació dels efectes d'aquests components. Aquests efectes inclouen algunes alteracions nervioses, com per exemple l'alteració de la percepció del dolor, la consciència, del control motriu o bé de l'humor.
El Receptor κ-opioide fou descobert l'any 1976 per William R. Martin. Els van anomenar receptors κ-opioides a causa que eren activats per la ketociclazosina.
La dinorfina constitueix el pèptid opòide endogen que presenta a especial afinitat pel receptor κ-opioide, existeixen fàrmacs que actuen com antagonistes del receptor κ-opioide, com per exemple la buprenorfina, entre d'altres, que actuen com agonistes, com per exemple la nalbufina.
Com a diferència dels receptors tipus "μ" als quals s'uneix la morfina i altres opiàcis amb potencial d'abús amb l'objectiu de produir una sensació d'eufòria i benestar, l'activació dels receptors tipus κ produeixen una activitat diferent que assoleix disfòria i fort sedació, així com produeixen una profunda analgèsia.